# Marije Cornelissen
Marije Cornelissen (Stiens, 9 maart 1974) is een Nederlands politica namens GroenLinks.

## Levensloop
Cornelissen groeide op in een links en feministisch georiënteerd gezin. Op zeer jonge leeftijd nam ze al deel aan allerlei politieke activiteiten, waaronder de demonstraties tegen de aanwezigheid van kernwapens in Nederland. Ze ging naar een katholieke basisschool en was daar de enige atheïstische leerling. Cornelissen studeerde internationale betrekkingen aan de Universiteit Utrecht en specialiseerde zich in conflictstudies.
Vanaf haar late tienerjaren was Cornelissen actief binnen GroenLinks. Tussen 1996 en 1997 werkte zij als beleidsmedewerker vrouwenrechten bij Europees Parlementariër Nel van Dijk. Daarnaast is zij actief in het Feministisch Netwerk van GroenLinks, waar zij voorzitter van was van 1996 tot 2001. Ook was zij actief binnen de Europese Groene Partij. Tussen 1997 en 1999 coördineerde ze de dialoog tussen Groenen uit Oost en West-Europa en tussen 1999 en 2006 was zij GroenLinks' afgevaardigde bij de Europese Groene Partij. Van 1997 tot 1999 was zij werkzaam bij het partijbureau van GroenLinks. In de periode 2001-2005 was zij lid van partijbestuur van GroenLinks. In 2002/2003 was zij internationaal secretaris ad interim, waar ze zich met name bezighield met het organiseren van tegenstand tegen de Oorlog in Irak. Zo was zij GroenLinks' afgevaardigde bij het platform tegen de nieuwe oorlog en de International Coalition against the War in Iraq. In 2004 stond Cornelissen nummer acht, een onverkiesbare plaats, op de lijst van GroenLinks voor het Europees Parlement.
Tot 2009 werkte Cornelissen als directeur van het Bureau Antidiscriminatiezaken van Noord-Holland Noord. Daarnaast is zij sinds 2006 lid van de Amsterdamse stadsdeelraad Zuideramstel waar zij raadsvoorzitter is. Binnen GroenLinks is zij lid van de partijraad sinds 2008, dat was zij ook in de periode 2005-2006.
In 2016 was ze VN vrouwenvertegenwoordiger en ging ze naar de Algemene Vergadering van de Verenigde Naties om daar een speech te geven over vrouwen en klimaat.

### Als politica

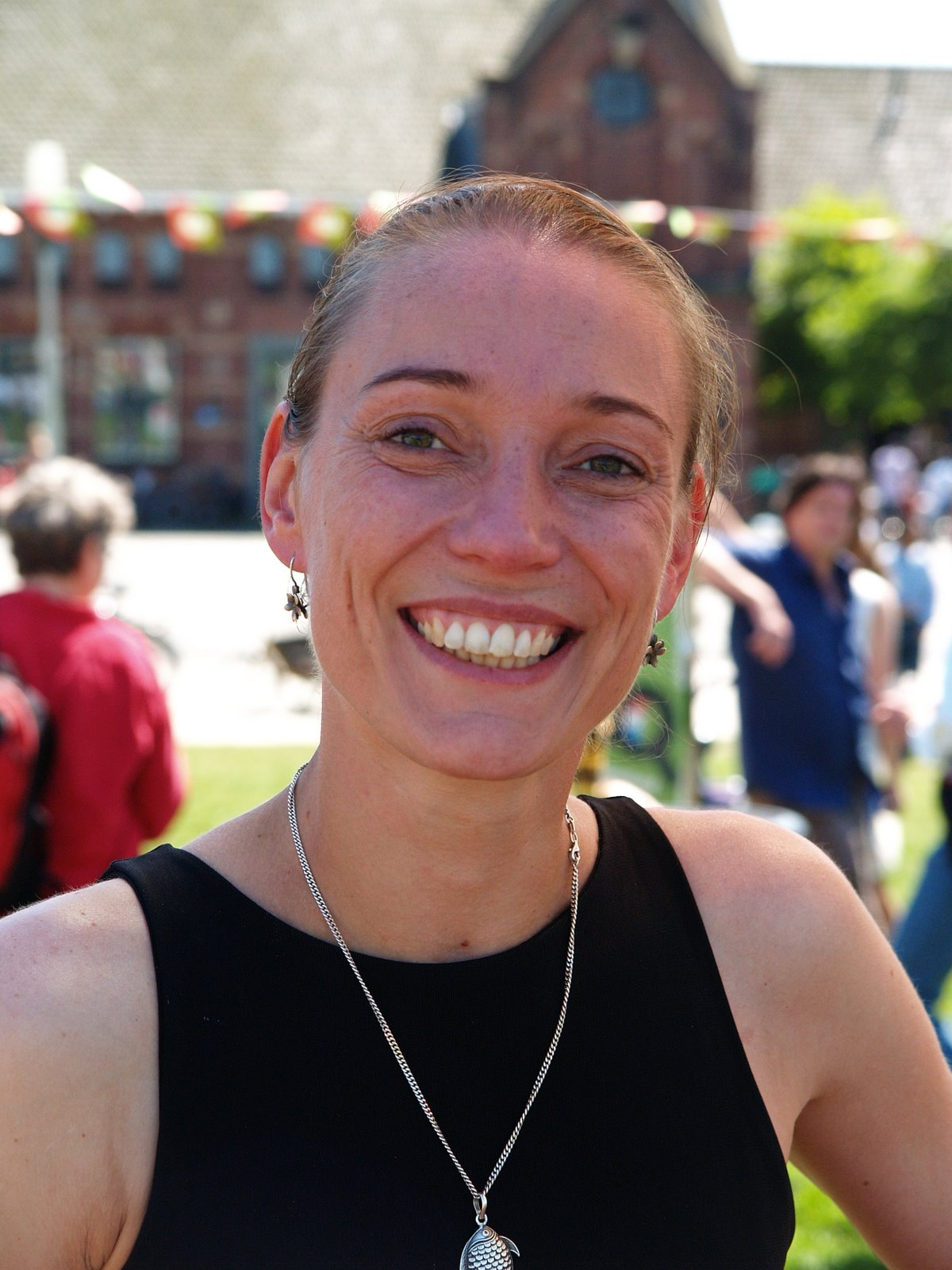

Als kandidaat voor het Europees Parlement bij de Europese Parlementsverkiezingen van 2009 profileerde Cornelissen zich als een kandidaat met een profiel op sociale zaken, emancipatie en anti-discriminatie. Zij pleitte voor een sterke solidariteit tussen de Europese lidstaten. Het partijcongres zette haar op een onverkiesbaar geachte derde plek op de lijst van GroenLinks. Toen GroenLinks als restzetel een derde zetel toegewezen kreeg, werd Cornelissen alsnog verkozen.
Cornelissen was lid van de commissie Sociale Zaken en Werkgelegenheid en plaatsvervanger voor de commissie Buitenlandse Zaken. Tevens was zij een van de vicevoorzitters van de groene fractie.
Bij de Europese Parlementsverkiezingen van 2014 was Cornelissen niet herkiesbaar.

### Na de politiek
Na de politiek werd Cornelissen directeur van de Nederlandse tak van UN Women.